# Kasper Antonsen
Kasper Antonsen (* 13. April 1994) ist ein dänischer Badmintonspieler. 

## Karriere
Kasper Antonsen gewann bei der Badminton-Jugendeuropameisterschaft 2009 Silber im Doppel und Bronze im Mixed. 2011 siegte er bei den Hungarian Juniors 19 erstmals nationaler Meister in Dänemark. 2012 wurde er dänischer Juniorenmeister und Erster bei den German Juniors. 2011 und 2012 nahm er an den Juniorenweltmeisterschaft teil. Im letztgenannten Jahr konnte er sich auch erstmals bei den Erwachsenen durchsetzen, wobei er Zweiter im Doppel bei den Denmark International 2012 wurde. Im Folgejahr siegte er bei den Badminton-Junioreneuropameisterschaften. 2017 gewann er gemeinsam mit Lasse Mølhede das Herrendoppel bei den Dänischen Meisterschaften.